# Rinia
Rinia (gr. Ρήνεια) – grecka wyspa położona na Morzu Egejskim, wchodzi w skład archipelagu Cyklad. Powierzchnia wyspy wynosi 14 km². Wyspa posiadała nieliczną populacje do roku 1980. Obecnie jest niezamieszkana.
Leży w administracji zdecentralizowanej Wyspy Egejskie, w regionie Wyspy Egejskie Południowe, w jednostce regionalnej Mykonos, w gminie Mykonos.